# John Wheatley, Baron Wheatley
John Thomas Wheatley, Baron Wheatley PC, KC (* 17. Januar 1908 in Glasgow; † 28. Juli 1988) war ein schottischer Richter und Politiker der Labour Party.
John Wheatley erhielt seine Ausbildung am St. Aloysius’ College in Glasgow, einer Schule der Jesuiten, am Mount St. Mary’s College in Sheffield sowie an der  University of Glasgow. 1932 wurde er in die Anwaltskammer aufgenommen. Während des Zweiten Weltkriegs diente er in der Royal Artillery und am Militärgericht.
Zweimal – 1945 und 1946 – kandidierte Wheatley in Schottland erfolglos für das House of Commons. Im November 1947 wurde er für den Wahlkreis Edinburgh East bei Nachwahlen gewählt und saß für diesen Wahlkreis bis 1954 im Parlament. Von März bis Oktober 1947 war er Solicitor General for Scotland und wurde dann zum Lord Advocate ernannt. Ebenfalls 1947 wurde er in den Privy Council und zum Kronanwalt berufen. Eine der herausragenden Leistungen seiner politischen Laufbahn war die Einrichtung der Prozesskostenhilfe in Schottland. Er wurde ebenfalls in den Court of Session, das oberste Zivilgericht von Schottland, berufen und erhielt den richterlichen Titel Lord Wheatley. 1963 saß er dem Scheidungsprozess zwischen Margaret Campbell, Duchess of Argyll und ihrem Ehemann Ian Douglas Campbell, 11. Duke of Argyll vor, der großes öffentliches Aufsehen erregte und in dem er der Ehefrau bescheinigte, sie sei eine „durch und durch promiske Frau, deren sexueller Appetit nur von mehreren Männern gestillt werden konnte“.  Das Scheidungsurteil umfasste 50.000 Worte und war damit das längste in der schottischen Rechtsgeschichte.
1966 wurde Lord Wheatley Vorsitzender der Royal Commission on Local Government in Scotland. 1969 veröffentlichte diese Kommission den Wheatley Report, der  zu einer Neuordnung der schottischen Kommunalverwaltungen führte. 1970 wurde er zu Baron Wheatley, of Shettleston in the County of the City of Glasgow erhoben.
Von 1972 bis 1985 war Wheatley Lord Justice Clerk, der zweithöchste Richter in Schottland. Er war bekannt dafür, dass er für harte Strafen bei Sexualstraftaten eintrat. Als Lord Justice Clerk nahm er sein Recht wahr, als Richter zu fungieren und harte Strafen für solche Taten zu verhängen.
Nach der Ibrox-Katastrophe im Jahre 1971 wurde John Wheatley von der Regierung beauftragt, eine Untersuchung durchzuführen. Sein Bericht aus dem Jahre 1972 war Grundlage für den Guide to Safety at Sports Grounds (Green Guide genannt).
Wheatley war ein überzeugter Katholik. Als nach seinem Tod 1988 der Gedenkgottesdienst für ihn stattfand, nahm sein alter Freund James Mackay, Baron Mackay of Clashfern daran teil, der damals Lordkanzler war. Mackay war Mitglied der Free Presbyterian Church of Scotland, die den Katholizismus ablehnt. Als Folge dieses Gottesdienstbesuches verlor Mackay seine Kirchenämter und das Recht, die Kommunion zu empfangen, zumal er sich vor einer Synode geweigert hatte, ein Versprechen abzugeben, niemals mehr einen katholischen Gottesdienst zu besuchen.

## Familie
John Wheatleys Onkel war der gleichnamige schottische Parlamentsabgeordnete, der von 1922 bis 1920 für die Independent Labour Party im britischen Parlament saß und 1924 das Amt des britischen Gesundheitsministers innehatte. Sein Schwiegersohn Tam Dalyell saß für die Labour Party im Parlament.